# Ghana ai XXI Giochi olimpici invernali
Il Ghana ha partecipato ai XXI Giochi olimpici invernali di Vancouver, che si sono svolti dal 12 al 28 febbraio 2010, rappresentato da un solo atleta, che è stato anche il portabandiera della nazione africana.

## Sci alpino
| Gara   | Atleta                   | 1° manche | 2° manche | Tempo totale | Posizione |
| ------ | ------------------------ | --------- | --------- | ------------ | --------- |
| Slalom | Kwame Nkrumah-Acheampong | 1'09"08   | 1'13"52   | 2'22"60      | 47        |